# Mesoplasma corruscae
Mesoplasma corruscae è una specie di batterio appartenente alla famiglia delle Entomoplasmataceae.